# Hearts of the Jungle
Hearts of the Jungle è un cortometraggio muto del 1915 diretto da Francis J. Grandon. Prodotto dalla Selig Polyscope Company e ambientato in Sudafrica, aveva come interpreti Lamar Johnstone e Edith Johnson.

## Trama
Tom Knox si è trasferito in una fattoria in Sudafrica dove vive insieme alla moglie, al loro bambino, e al suo assistente, John Moore. Un giorno i due uomini, mentre si trovano nella giungla, trovano incustodita una tana di leopardo dove dormono due cuccioli. Tom decide di portare via con sé uno dei piccoli per allevarlo come animale domestico per il suo bambino. Quando mamma leopardo torna dalla caccia, scopre la scomparsa. Il suo fiuto la porta fino alla fattoria dove ritrova il cucciolo, nella stessa stanza dove dorme anche il bambino dei Knox, con vicino sua madre. Le due madri si affrontano: la donna prende il fucile e spara, ma senza riscontrare alcun effetto. La presenza di spirito però non l'abbandona: disperata, prende il cucciolo e la lancia verso sua madre. Questa, dopo averlo annusato, lo prende per la collottola, trotterellando via contenta.

## Produzione
Il film fu prodotto dalla Selig Polyscope Company. Fu uno dei numerosi film che il produttore William Nicholas Selig mise in cantiere per sfruttare il suo zoo di animali che usò sia per le proprie pellicole, sia dandoli in affitto ad altre case di produzione.

## Distribuzione
Distribuito dalla General Film Company, il film - un cortometraggio in una bobina registrato con il titolo Hearts in the Jungle - uscì nelle sale cinematografiche statunitensi il 27 febbraio 1915.